# Naypyidaw
Naypyidaw este capitala statului Birmania începând cu 6 noiembrie 2005. 

## Date generale
Orașul a fost creat special pentru a deveni capitala statului Birmania. În birmană nay pyi daw înseamnă Marele oraș al soarelui. Motivul pentru mutarea capitalei este poziția favorabilă a acestui amplasament în comparație cu fosta capitală Rangoon.